# Alice Dannenberg
Alice Dannenberg, née le 4 avril 1861 à Mitau (aujourd'hui Jelgava en Lettonie) et morte le 28 juin 1948 à Châtillon, est une peintre française, originaire de l'Empire russe.

## Biographie

### Formation
En 1892, Alice Dannenberg quitte la Suisse pour la France avec sa compagne bernoise, Martha Stettler, rencontrée en 1887 à l'école d'art de Berne.

### Carrière artistique
Présente à Paris au sein du Montparnasse cosmopolite de la toute fin du XIXe siècle.  
Quand Alice Dannenberg expose pour la première fois à Paris en 1900, elle est une artiste peintre confirmée qui travaille sa peinture depuis plus de 15 années. Son plus ancien tableau connu date de 1884 ; il représente un paysage russe. De 1904 à 1911-1912, elle peint principalement des scènes enfantines, en particulier au jardin du Luxembourg puis au jardin des Tuileries. Scènes vivantes de jeux, de rires et de peines fugitives de vrais gosses dont elle a tendrement observé la physionomie et les allures, qu'elle rapporte d'une facture authentique, sincère et sans mièvrerie,. En 1904, Alice Dannenberg et Martha Stettler font partie d'un nouveau groupe d'une cinquantaine d'artistes nomme « Tendances nouvelles » qui fait sa première exposition.
En 1908, Alice Dannenberg se joint au groupe « Les Quelques », regroupant des peintres et sculpteurs de la Rive gauche dont faisaient partie également Martha Stettler et Claudio Castelucho, Catalan de Barcelone, pour exposer hors des grands Salons.
De 1908 à 1913, elle donne quelques scènes de bord de mer et commence à exposer des paysages mélancoliques. En 1913 apparaissent des impressions d'Italie dont Venise, Florence,,,. Suit, à partir de 1914, une période d'une dizaine d'années consacrée aux scènes d'intérieur, débutant par La Lecture,,, s'élargissant après la Première Guerre mondiale des natures mortes,,,,. Dès 1919, elle expose ses tableaux au Salon d'automne. À compter de la seconde partie des années 1920, Alice Dannenberg expose des paysages maritimes très observés, tumultueux, expressifs, aux tonalités sombres, tirés de ses séjours à Audierne (1927), Caudebec (1929),,,,,. Enfin, vers 1931-1935, elle peindra de larges et fougueuses toiles de fleurs.
En 1926, elle présente à la rétrospective du Salon des indépendants les toiles Nu d'enfant, Venise, Nature morte (rose), Au Luxembourg, Au Bord de la mer (Russie) ; en 1927, Bébé ; en 1928, Versailles et Roses et en 1929, Les Andelys et Caudebec. 
En mars-avril 1937 a lieu la dernière exposition à laquelle participe Alice Dannenberg.

## Importance artistique
Alice Dannenberg s'inscrit dans l'histoire du Paris des arts pour avoir codirigé à Montparnasse en 1904 avec Martha Stettler l'Académie de la Grande Chaumière, une école d'art privée, qui existe toujours dans la rue du même nom. En 1909, Alice Danenberg, Martha Stettler ainsi que Claudio Castelucho animent la Grande Chaumière, académie artistique d'avant-garde fondée au 14, rue de la Grande-Chaumière en 1904, où enseignent également Lucien Simon et Antoine Bourdelle, qui rejoindra cette académie libre en 1909. 
En 1911, elle est élue membre de la Société nationale des beaux-arts,,.
Les critiques comparent son art à ceux de John Singer Sargent, Anders Zorn, Charles Cottet,, et observent des influences de Lucien Simon.

## Expositions
- 1900 : galerie 43, rue de Seine à Paris avec « Les Quelques »[3]
- 1904 :
  - galerie 20, rue Le Peletier à Paris avec « Les Tendances nouvelles »[39] ;
  - Salon des indépendants : Enfants au Luxembourg[40].
- 1905 :
  - Salon de la Société nationale des beaux-arts : Au Luxembourg[41],[42] ;
  - Salon d'automne : Bassin du Luxembourg[43],[44].
- 1906 :
  - Salon des indépendants : Scènes d'enfants ;
  - Salon de la Société nationale des beaux-arts : L'Enfant au singe[45] ;
  - Salon d'automne : Les enfants du Luxembourg, Les Grands-mères, L'Enfant rouge[46],[47].
- 1907 :
  - Salon des indépendants : Scènes d'enfants[48] ;
  - Salon d'automne[49].
- 1908 :
  - Salon angevin : Au jardin du Luxembourg[50] ;
  - Salon des artistes modernes : Le Diabolo ;
  - exposition des « Quelques » : Le Diabolo, Babys blancs, Trois Poupées, Au bord de la mer ;
  - Salon des indépendants : Bords de plage, Scènes enfantines[51],[52] ;
  - Salon de la Société nationale des beaux-arts : Le Diabolo[53] ;
  - Salon d'automne : Scènes enfantines[54].
- 1909 : Salon des indépendants, Au jardin des Tuileries[55],[56].
- 1910 :
  - galerie des Artistes modernes avec « Les Quelques »[57] ;
  - Salon d'automne : L'Enfant au chien[58].
- 1911 :
  - galerie des Artistes modernes avec « Les Quelques » ;
  - Salon des indépendants : Scènes de plage ;
  - Salon d'automne : Un bassin aux Tuileries, Totor aux Tuileries[59],[60].
- 1912 :
  - galerie Brunner, 11, rue Royale à Paris, avec « Les Quelques » : Paysages[61],[62] ;
  - Salon des indépendants ;
  - Salon de la Société nationale des beaux-arts : La Prairie : Hiddensee[63].
- 1913 :
  - Galerie Barbazanges avec « Les Quelques » : Impressions d'Italie ;
  - Salon des indépendants : Vues de Venise ;
  - galerie Roger Levesque ;
  - Salon de la Société nationale des beaux-arts : Effets d'orage[64] ;
  - Salon d'automne[65].
- 1914 : Salon de la Société nationale des beaux-arts.
- 1918 : galerie de l'Arc-en-ciel.
- 1919 :
  - galerie Georges Petit : Natures mortes, Scènes d'intérieur ;
  - Salon d'automne : Natures mortes.
- 1920 : galerie 8, rue de Penthièvre à Paris[66].
- 1921 : galerie Arbanère.
- 1924 : Salon des Tuileries[22].
- 1927 : Salon des Tuileries, La Baie d'Audierne, Audierne à marée basse.
- 1929 : Salon de la Société nationale des beaux-arts, Caudebec temps gris.
- 1931 :
  - Salon des Tuileries : trois Paysages maritimes ;
  - galerie Castelucho-Diana, 1 bis, rue de la Grande Chaumière à Paris, Fleurs, Paysages.
- 1932 : Salon d'automne : Fleurs.
- 1935 : Salon commun des artistes français et de la Société nationale des beaux-arts, Paysages marins.
- 1937 : galerie Charpentier, 76, rue du faubourg Saint-Honoré à Paris.

## Vie privée
Au cours des années 1910-1920, Alice Dannenberg et Martha Stettler demeurent au 84, rue d'Assas à Paris,. Le président Gaston Doumergue et Louis Barthou signent le 1er octobre 1927 le décret de naturalisation française d'Alice Dannenberg. Peu après, elles quittent Paris pour s'installer dans un pavillon au 48, rue de Clamart (aujourd'hui rue André Salel) à Fontenay-aux-Roses. En 1945, Alice Dannenberg et Martha Stettler quittent Fontenay pour Châtillon, où Martha Stettler meurt le 16 décembre 1945. Alice Dannenberg meurt à son domicile du 26, rue de la gare à Chatillon le 28 juin 1948.